# Le Pouliguen
Le Pouliguen är en kommun i departementet Loire-Atlantique i regionen Pays de la Loire i nordvästra Frankrike. Kommunen ligger i kantonen Le Croisic som tillhör arrondissementet Saint-Nazaire. År 2022 hade Le Pouliguen 4 007 invånare.

## Befolkningsutveckling
Antalet invånare i kommunen Le Pouliguen
| Referens: INSEE |